# Stephen Moi
Pour les articles homonymes, voir Moi.
Stephen Moi est un boxeur kényan né le 18 avril 1954.

## Carrière
En raison du boycott africain des Jeux olympiques d'été de 1976 à Montréal, Stephen Moi doit déclarer forfait alors qu'il doit affronter au premier tour le Bulgare Nayden Stanchev dans la catégorie des poids super-welters. 
Il est ensuite médaillé d'or dans la catégorie des poids moyens aux Jeux africains d'Alger en 1978.